# Ronde van Missouri
De Ronde van Missouri (Engels: Tour of Missouri) was een meerdaagse wielerwedstrijd in de Amerikaanse staat Missouri. De rittenkoers maakte deel uit van de UCI America Tour, de Amerikaanse tak van de continentale circuits georganiseerd door de UCI, en had daarin een 2.1-status.
De Ronde van Missouri werd in 2007 voor het eerst georganiseerd. Wegens geldgebrek is de wedstrijd sinds 2010 niet meer georganiseerd.

## Lijst van winnaars
| Editie | Winnaar               | Ploeg                  |
| ------ | --------------------- | ---------------------- |
| 2007   | George Hincapie       | Discovery Channel      |
| 2008   | Christian Vande Velde | Team Garmin-Chipotle   |
| 2009   | David Zabriskie       | Team Garmin-Slipstream |
| 2010   | niet verreden         |                        |

2005 · 
2006 · 
2007 · 
2008 · 
2009 · 
2010 · 
2011 · 
2012 · 
2013 ·
2014 ·
2015 ·
2016 ·
2017 · 
2018 ·
2019 ·
2020 ·
2021 ·
2022 ·
2023 ·
2024 ·
2025
Belangrijkste wedstrijden

Ronde van San Luis · Ronde van Californië · Ronde van Utah · USA Pro Challenge · Ronde van Alberta